# ZTV
ZTV var en svensk tv-kanal med ungdomar och unga vuxna som målgrupp. ZTV startades 1991 som ett programblock i kanalerna TV3 och TV4 men kom senare att lanseras som en egen kanal på egen kanalplats, först enbart via kabel-TV i Stockholm, vidare till satellit och under de sista åren även via marksänd digital-TV. Kanalens sista sändningsdag var den 1 augusti 2010 för samtliga kunder utom för Boxer och Com Hem som fortsatte att distribuera kanalen tillsvidare i en begränsad version. MTG:s nya sportkanal TV10 tog över sändningarna hos övriga operatörer.

## Historia
ZTV var till en början en kombinerad radiostation med namnet Z-Radio. Ljudet från tv-programmet gick ut i radio via ett antal närradiofrekvenser runt om i landet. ZTV började sända på egen kanalplats 1992 och ägdes av MTG, som stod bakom bland annat TV3 och TV6. Under några år på 1990-talet producerades många egna program på ZTV. Kanalen betraktades då som en kreativ uppstickare av somliga och som pinsam lågbudget av andra. ZTV var en viktig start i karriären för unga programledare och programmakare som började sina idag välkända TV-banor på kanalen. 

### De första åren – radio i TV eller tvärtom
I november 1991 började Z-Radio att sändas i TV under namnet ZTV under några timmar på eftermiddagarna i först TV3 och därefter (från den 1 december 1991) även TV4 (ZTV var faktiskt det allra första marksända programmet i TV4). Programmen sändes samtidigt i radio via närradiostationer runt om i landet som ett av flera försök att utmana det svenska radiomonopolet. ZTV sändes från en liten självstyrd studio på Sankt Eriksplan i Stockholm där Cia Berg, Sven Hallberg och Anders S Nilsson intervjuade gäster och underhöll publiken på andra sätt. I radio gick ljudet från tv-sändningarna under namnet Z-Radio.
Den 1 maj 1992 blev ZTV en egen kanal via kabelnäten i storstäderna. Samtidigt lämnades TV3 och TV4. Den senare hade sedan någon månad tillbaka varit marksänd och ville nu ägna sig åt egna produktioner istället för ZTV. Tanken med ZTV var att skapa ett svenskt alternativ till musikkanalen MTV. Innehållet producerades på kanalen och även om långt ifrån alla program till en början höll någon form av kvalitet, så var kanalen engagerad och nyskapande. Man ville mycket oavsett om man inte alltid kunde.

### Ungdomlig experimentverkstad
Programmen kom stegvis att bli allt bättre och efter några år hade ZTV utvecklat särpräglad profil som tilltalade många unga tittare. Mycket av ZTV:s innehåll kretsade kring musik. Så kallade "pratprogram" i olika former var vanliga. Bland egenproduktionerna fanns underhållning, kultur och upplysning. 
Under några år arbetade Per Sinding-Larsen som programchef på kanalen och under hans ledning gjordes många nyskapande program med förhoppning om kvalitet. Ett flertal av dem hade musikalisk anknytning, men i utbudet fanns till exempel också kulturprogrammet Beckerell och samlevnadsprogrammet Blommor & Bin. Det egenproducerade program i ZTV:s historia som kanske väckte störst uppmärksamhet och uppskattning var Knesset, där Erik Haag och Kristian Luuk diskuterade vardagliga ämnen med en panel bestående av kändisar. En annan långkörare i kanalen var Tryck till, där en expertpanel gav sina omdömen om nya musikvideor. Den då relativt okände artisten E-type stod i ett par år i början av 90-talet för underhållningen på lördagsnätter med live-sändningar där tittare ringde in och pratade med honom varvat med musikvideor. 
Bland de inköpta program som under lång tid sändes i ZTV fanns David Letterman och Simpsons. Mot nittiotalets slut blev de inköpta programmen i ZTV allt fler. Kanalen började till exempel att sända fler amerikanska komediserier och andra inköpta program som inte sällan redan hade visats i TV3. En lång rad personer har under årens lopp varit programledare i ZTV. Olle Sarri, David Hellenius, Anna Charlotta Gunnarson, Erik Haag, Ola Lindholm, Orvar Säfström, Henrik Johnsson, Kristian Luuk, Josefine Crafoord, Peter Siepen, Viggo Cavling och Per Sinding-Larsen är några av dem som inledde sina tevekarriärer på kanalen.

### Sändningar från London – dygnet runt
I slutet av 1990-talet lämnade kanalen sina lokaler på Västmannagatan i Stockholm. Sändningarna flyttades till London, framförallt på grund av de generösare reklamregler som gäller i Storbritannien. 
Samtidigt började kanalen att få en ny programprofil. ZTV började att visa amerikanska komediserier och andra importerade program som tidigare hade sänts på TV3. Egenproduktionerna blev färre, även om ett mindre antal egna program skulle behålla kanalens profil. Bl a topplisteprogrammet Toppen, musiktävlingsprogrammet Bumtsibum och dokusåpan På riktigt. År 2000 började ZTV att sända dygnet runt. Under stora delar av dygnet var det musikvideor som visades. Nyårsafton 2002 lanserades för andra gången en norsk version av ZTV.
Den 26 januari 2004 lanserade ZTV en ny kanaldesign. Dåvarande VD:n Michael Porseryd sade att man ville förmedla "Attityd, glimten i ögat och ett rebelliskt uttryck". I den nya designen, som skapats av Viasat, Spader knekt och B-Reel, var en stor krockkudde som blåstes upp vid olika tillfällen en central del.

### Från ungdomskanal till karlkanal
I september 2004 förändrades ZTV:s utbud och programprofil återigen. Ägarna MTG ville locka fler yngre män till kanalen och började därför att ge den en mera "manlig" profil. Tidigare hade ZTV främst varit en konkurrent till musikkanalen MTV, men nu skulle man istället försöka ta tittare från Kanal 5.
Egenproduktioner som Tryck till och På riktigt lades ned. I stället började kanalen bland annat att visa wrestling (amerikansk showbrottning). Men ännu viktigare kom satsningen på fotboll att bli. Tidigare hade matcher från UEFA Champions League sänts i TV3. Men dessa sändningar flyttades till ZTV, där de också fick lov att ta mer utrymme än de hade fått på TV3.
Fotbollen kom att bli en tittarsuccé. ZTV:s tidigare tittarrekord var 175 000 tittare på långfilmen Buried Secrets år 2002. Detta rekord slogs redan av de första fotbollsmatcherna som sändes i kanalen. Andra halvleken av matchen mellan AFC Ajax och Juventus sågs av 345 000 tittare, vilket nästan var en fördubbling av det tidigare rekordet. Under 2005 förstärkte ZTV sin satsning på fotboll och andra program med manlig inriktning. Fotbollsmagasinet Avspark flyttades till kanalen från TV3. De egenproduktioner som kanalen visade var fotbolls-realityprogrammet FC Z och kampsportsprogrammet Rallarsving.

### ZTV blir två kanaler - startar om på nytt
Den 9 maj 2006 startade MTG den nya kanalen TV6. TV6 tog både över ZTV:s programinköp och kanalens plats i kabeltevenätens basutbud. Den nya kanalen byggde vidare på ZTV:s koncept från de senaste åren - att försöka locka unga manliga tittare. MTG hoppades att TV6 skulle kunna bli en allvarlig konkurrent till Kanal 5 vilket ZTV misslyckades med.
Samtidigt som TV6 började sända nystartades ZTV. ZTVs tidigare programutbud flyttades till TV6 och ZTV sände enbart musikvideor dygnet runt i på ZTV. Den nya kanalen kunde då bara ses av hushåll som hade abonnemang från Viasat eller Boxer samt på Internet, vilket gjorde att det nya ZTV nådde betydligt färre TV-tittare än tidigare. 

### Nystart som ungdomskanal
2007 nylanserades ZTV med huvudsakligt fokus på den digitala plattformen ztv.se. För att locka unga tittare fokuserade man på egenproducerade program på Internet så som Tribut med Elsa Billgren och det korta humorprogrammet Kjell samt gaming och e-sport i samarbete med Fragbite Group, en global koncern inom gaming och e-sport. Man lade också in animeserierna Naruto, Berserk och Ninja Scroll. Kanalen visade även videoklipp som användare laddat upp på kanalens digitala plattform. Kanalen finansierades med reklam, initialt från företagen inom MTG-koncernen. I slutet av 2007 slog MTG ihop ZTV i samma affärsområde som ungdomscommunityn Playahead.

### Nysatsning – och nedläggning
År 2008 satsade ZTV återigen en hel del på egenproduktioner. På kvällarna visades en direktsänd show från MTG-studion i Münchenbryggeriet som hette ZTV Presenterar. Programmet Bakom Kulisserna producerades även av kanalen. ZTV samarbetade även med produktionsbolaget Acne Film i programmen Uppladdat, Streetsmart, Sexuellt och Kamikaze. Produktionskollektivet La Vida Locash producerade kortare program till ZTV såsom Videosnack, Redaktionen samt Locash. Inköpta utländska program som visades var exempelvis The Mighty Boosh, Modern Toss, Mad TV, Behind the Music that Sucks, Trippin the Rift samt en hel del anime. Programledare i ZTV under 2008 var bland andra: Mogge Sseruwagi, Melinda Wrede, Hanna Fridén, Elsa Billgren, Tony Cederteg och före detta MTV-programledaren Karin Winther.
Webbplatsen ztv.se hade utvecklats för att kunna visa ZTV:s egenproducerade program på Internet, samt för att kunna integreras med ungdomscommunityt Playahead. Ztv.se lades ned under våren 2010 ZTV utan hemsida vilket var en indikation om att något skulle hända med kanalen inom en snar framtid. Ett par månader senare kom beskedet om kanalens nedläggning.

## Urval av program och programledare som synts i ZTV

### Svenska produktioner
| - Abra had abra - Arkiv Z - Avspark - Babbla med Babsan - Bacon - Bambola - Baren direkt - Beckerell - Blommor & Bin - Bio - Biocheck - Biotoppen - Boys in da House - Bumtsibum - Café Nonsens - Centrum - Clubhopping - Cumbaya - Coltrane's Corner - Crossfade - Diskus - E - Edge - Efter plugget - Emma Sjöberg i Paris - En präst i natten - Estrad - Estrad Intim - Estrad Klubb - Explorer - Favoriter - FC Z - Filmjournalen - Flavor of the Week - Folklistan - Funhouse - Färg TV - HC Z - Hemkunskap - Hemma Hos - Hemma hos Johanna - Hemma hos Henrik - Hip-Hop och Soul - Homogen - Humlan - Hultsfredsfestivalen | - Jag, Peter - Jolanda den tredje - Juan med träbenet - Josefins värld - JustD-TV - Kalender für alle - Kamikaze - Kvällspasset - Knesset - Kollo - Kompis - Lobby - Lyckochansen - Lördagsmos - Massa - Megafestival - Matprat med Peter Gaszynski och Mikael Karis - Moment 21 - Morronmix - MorronZoo - Musikmagasinet - Musikmagasinet Rock - Musikredaktionen rekommenderar - Nattmusik - OSA - Parasoll - Pepsi Live - Peter, khakimannen - Plektrum - Pole Position - Pop TV - Pyjamas - På drift - På riktigt - På turné - Raider Disco Party - Rallarsving - Recensenten - Redaktionen - Redaktören - Roar TV - Rock Steady Crew - Salong Diva - Samantha - Sandal | - Sanning & Konsekvens - Scandinavian Top 20 - Sexuellt - Sommarstad Gotland - Sonic the Hedgehog - Streetsmart - Swatch Ahead - Swedish Dance Chart - Swedish Dance Music Awards - Svärje - Techno - Terror TV - The White Room - 1200 - Tommy - Tommy på duken - Toppen - Tribut - Tryck till - Tullhus 2 - TV für Alle - TV-huset - Tryck till - Uppladdat - Veckans hitvarning - Ventil - Videosnack - Videouniversum - Videovalet - Vinterstad Åre - Väldigt roligt - Världens bästa musik - Västmannagatan 44A - Wimans - Wimans 2 - Zapp! - Z Film - ZTV-nytt - ztv.se - ZTV Presenterar - ZTV på väg - 800 Grader - Äntligen Fredag - Önska@ZTV |

### Programledare
| - Peter Ahlm - Christer Andersson - Mårten Andersson - Vivi Andersson - Shan Atci - Cia Berg - Mikael Bohman - Elsa Billgren - David Bexelius - Ebba Blitz - Rosie Björkman - Erica Carlson - Josefine Crafoord - Viggo Cavling - Pontus Djanaieff - Martin "E-Type" Eriksson - Henrik Eriksson - Katarina Eriksson - Martin Falck - Emma Gray - Pontus Frankenstein - Magnus Frykberg - Olle Garp - Peter Gaszynski - Anna Charlotta Gunnarson | - Malin Hallberg - Erik Haag - Sven Hallberg - Andreas Halldén - Emma Hamberg - Musse Hasselvall - Hampus Hedelius - Camilla Hedén - David Hellenius - Glenn Hysén - Katerina Janouch - Henrik Johnsson - Tobias Kagelind - Mikael Karis - Anita Kettunen - Peter Knutson - Marcus Larsson - Richard Lidberg - Johan Lidén - Richard Linderbäck - Kristian Luuk - Peter Magnusson - Kajsa Mellgren - Sara Miller - Anders S. Nilsson - Calle Nilsson | - Jens von Reis - Rob'n'Raz - Amanda Rydman - Marie Robertson - Ingrid Soto - Henrik Schyffert - Peter Siepen - Per Sinding-Larsen - Mia Skäringer - Orvar Säfström - Anders Tengner - Teresa Tingbrand - Anna Valdsoo - Johanna Westman - Maiken Wexö - Johan Wiman - Lars-Åke "Babsan" Wilhelmsson - Alexa Wolf - Tony Zoulias - Agnes-Lo Åkerlind |

## Distribution
Digitala sändningar av TV3 och ZTV i Com Hem startade 2005 men upphörde den 4 april 2006 eftersom Com Hem och kanalernas ägare MTG inte kommit överens om ersättningen för de analoga sändningarna. MTG vill att Com Hem ska betala för att kanalerna sänds i basutbudet vilket andra operatörer gör. Även SBS Broadcasting, som bl.a. äger Kanal 5, har haft svårt att komma överens om digital distribution hos Com Hem.
Efter att tidigare ha haft en ganska vid distribution minskades den efter att TV6 tog över ZTV:s frekvens till att bara omfatta Viasat och Boxer. I och med att kanalen blev en renodlad musikkanal började den även streamas från webbplatsen. Den 2 april 2007 hade MTG och Com Hem gjort en överenskommelse som gjorde att flera MTG-kanaler lanserades på Com Hems digitala plattform, däribland nya ZTV.
Den 1 juni 2008 började även ZTV att, tillsammans med sina grannkanaler hos MTG (TV3, TV6 och TV8), sändas i Telias digital-TV-utbud.